# 千葉日本大学第一小学校
千葉日本大学第一小学校（ちばにほんだいがく だいいちしょうがっこう）は、千葉県船橋市習志野台八丁目にある私立小学校。千葉日本大学第一中学校・高等学校・日本大学習志野高等学校・日本大学薬学部・理工学部と隣接している。生徒数は約420名（定員は480名）。津田沼駅・北習志野駅からそれぞれスクールバスが出ている。千葉日本大学第一中学校・高等学校と日本大学第一中学校・高等学校への内部進学制度がある。旧校名は日本大学第一学園小学校。

## 歴史
- 1986年4月 - 日本大学特別付属校、旧名・日本第一学園小学校として開校。初代校長は日暮孟。

当時は千葉県内の小学校で唯一の男子校であった。
- 1992年3月 - 第一期生卒業。
- 1995年10月14日～15日 - 創立10周年記念式典を実施
- 1996年4月 - 東葉高速鉄道開通記念としてパレードに参加。千葉日本大学第一小学校と変更。
- 1997年4月 - 男女共学となり女子一期生が入学。
- 2003年3月 - 女子一期生卒業。
- 2005年 - 創立20周年を迎える。新校舎が建設され、記念誌が制作された。これまでは、学園歌を校歌として歌っていたが、新校歌が青島広志により作曲された。
- 2015年 - 創立30周年を迎える。

## アフタースクール
2024年4月より、校内にてアフタースクールが開始された。(以前までは外部委託の学童保育のみが実施されていた。)

## 学校行事
主な学校行事には次のようなものがある。
- 4月- 春季休業・入学式
- 5月- 運動会
- 6月- さくら音楽集会（音楽祭）
- 7月- 漢字書き取り計算大会
- 8月- 夏季休業
- 12月- さくら音楽集会
- 1月- 冬季休業
- 3月- 卒業式